# Georges Toupet
Pour les articles homonymes, voir Toupet (homonymie).
Georges Toupet, né le 29 juin 1918 dans le 14e arrondissement de Paris et mort le 26 août 2007 à Margny-lès-Compiègne, est un commissaire-adjoint des Chantiers de la jeunesse française et résistant français.

## Biographie
Georges Toupet a accompagné volontairement en Allemagne, en juin 1943, un groupe de 450 jeunes des ex-Chantiers de Jeunesse. Il était chargé d'encadrer ce groupe de jeunes requis pour le service du travail obligatoire (STO) et affectés à la construction de l’usine IG Farben à Auschwitz.Il était agent de renseignement de la France Combattante , chef du Réseau Evasion/Renseignement du Mouvement national des prisonniers de guerre et déportés ( M.N.P.G.D ) pour la Haute-Silésie .

Il est officier de la Légion d'honneur, commandeur de l'ordre national du Mérite , croix du combattant volontaire de la Résistance et croix du Mérite avec glaives en argent (Pologne).